# Resolutie 572 Veiligheidsraad Verenigde Naties
Resolutie 570 van de Veiligheidsraad van de Verenigde Naties werd unaniem aangenomen op 30 september 1985. De Veiligheidsraad vroeg de lidstaten Botswana te helpen na een Zuid-Afrikaanse aanval op de hoofdstad Gaborone.

## Achtergrond
Na de Tweede Wereldoorlog werd in Zuid-Afrika de apartheid ingevoerd, waardoor blank in zwart in het land volledig gescheiden moesten leven en waarbij die eerste groep voorgetrokken werd. Tegen het systeem bestond veel protest in binnen- en buitenland van onder meer het ANC, waartoe ook Nelson Mandela behoorde. De tegenstanders werden hard aangepakt en gestraft. Een deel van hen vluchtte daarom het land uit, onder meer naar buurland Botswana waar ze werden opgevangen en politiek asiel kregen.
Zuid-Afrika beschuldigde Botswana van het ondersteunen van opstandelingen die terreurdaden pleegden tegen Zuid-Afrika, wat door Botswana werd ontkend. Op 14 juni 1985 vielen Zuid-Afrikaanse commando's de Botswaanse hoofdstad Gaborone aan. Daarbij vielen twaalf doden en zeven gewonden, waaronder een Nederlandse vrouw. Ook werd er aanzienlijke schade aangericht.
De VN-Veiligheidsraad stuurde een missie naar Botswana om de schade van de aanval te evalueren en te bekijken hoeveel hulp Botswana nodig had om meer vluchtelingen uit Zuid-Afrika op te vangen. Die missie werd door secretaris-generaal op poten gezet en bezocht Botswana van 27 juli tot 2 augustus 1985. In haar rapport stelde de missie voor om de Botswaanse opvangcapaciteit voor vluchtelingen te versterken inzake gebouwen, transport, communicatie-uitrusting en speciale steun voor een bedrag van US$5.885.000.

## Inhoud
De Veiligheidsraad:
- Herinnert aan resolutie 568.
- Heeft het rapport van de missie (S/17453) naar Botswana in beraad genomen.
- Heeft de verklaring van Botswana over de aanval van Zuid-Afrika gehoord.
- Is erg bezorgd over de veroorzaakte doden en gewonden onder de burgers en vluchtelingen in Gaborone alsook de schade.
- Is tevreden over het Botswaanse asielbeleid ten aanzien van degenen die vluchtten voor het apartheidssysteem en diens respect voor de internationale conventies over vluchtelingen.
- Herbevestigt zijn tegenstand tegen apartheid en het recht van alle landen om degenen die vluchtten voor het apartheidssysteem op te vangen.
- Bemerkt de noden van Botswana om de vluchtelingen te kunnen opvangen.
- Is overtuigd van het belang van internationale steun aan Botswana.

1. Looft Botswana's tegenstand tegen apartheid en humanitaire beleid naar vluchtelingen toe.
2. Waardeert de missie die naar Botswana werd gestuurd om er de schade en de noden te evalueren.
3. Onderschrijft het rapport van de missie.
4. Eist dat Zuid-Afrika de schade volledig vergoedt.
5. Vraagt de lidstaten, internationale organisaties en financiële instelling om Botswana te helpen in de domeinen opgenomen in het rapport.
6. Vraagt de secretaris-generaal om de hulp aan Botswana in het oog te houden.
7. Besluit op de hoogte te blijven.

## Verwante resoluties
- Resolutie 569 Veiligheidsraad Verenigde Naties
- Resolutie 571 Veiligheidsraad Verenigde Naties
- Resolutie 574 Veiligheidsraad Verenigde Naties
- Resolutie 577 Veiligheidsraad Verenigde Naties

Lijst ·  560 ·  561 ·  562 ·  563 ·  564 ·  565 ·  566 ·  567 ·  568 ·  569 ·  570 ·  571 ·  572 ·  573 ·  574 ·  575 ·  576 ·  577 ·  578 ·  579 ·  580